# トランスフォーマー (映画シリーズ)
「トランスフォーマー」（Transformers）シリーズは、1980年代に始まったトランスフォーマーシリーズをベースにしたアメリカのSFアクション映画シリーズである。マイケル・ベイが監督を務め、第1作から第5作まで製作されている。2018年12月21日には、トラヴィス・ナイトが監督、ベイが製作したスピンオフ映画『バンブルビー』が公開された。このシリーズは、パラマウント・ピクチャーズとドリームワークス・ピクチャーズが配給している。『トランスフォーマー』シリーズは、好意的な評価を受けた『バンブルビー』を除いて、否定的から複雑な評価を受けている。映画シリーズとしては13番目に高い興行収入を記録しており、総計48億ドル、シリーズ内の2作品はそれぞれ10億ドル以上の興行収入を記録している。

## 映画
| # | 作品                                    | 公開日                       | 監督                             | 脚本                                                           | 脚本                                                                      | 製作 |
| - | --------------------------------------- | ---------------------------- | -------------------------------- | -------------------------------------------------------------- | ------------------------------------------------------------------------- | --- |
| 1 | トランスフォーマー                      | 2007年7月3日 2007年8月4日    | マイケル・ベイ                   | ロベルト・オーチー アレックス・カーツマン                      | ジョンロジャース ロベルト・オーチー アレックス・カーツマン                | ロレンツォ・ディ・ボナヴェンチュラ トム・デサント ドン・マーフィ イアン・ブライス                                                                    |
| 2 | トランスフォーマー/リベンジ             | 2009年6月24日 2009年6月20日  | マイケル・ベイ                   | アーレン・クルーガー ロベルト・オーチー アレックス・カーツマン | アーレン・クルーガー ロベルト・オーチー アレックス・カーツマン            | ロレンツォ・ディ・ボナヴェンチュラ トム・デサント ドン・マーフィ イアン・ブライス                                                                    |
| 3 | トランスフォーマー/ダークサイド・ムーン | 2011年6月29日 2011年7月29日  | マイケル・ベイ                   | アーレン・クルーガー                                           | アーレン・クルーガー                                                      | ロレンツォ・ディ・ボナヴェンチュラ トム・デサント ドン・マーフィ イアン・ブライス                                                                    |
| 4 | トランスフォーマー/ロストエイジ         | 2014年6月27日 2014年8月8日   | マイケル・ベイ                   | アーレン・クルーガー                                           | アーレン・クルーガー                                                      | ロレンツォ・ディ・ボナヴェンチュラ トム・デサント ドン・マーフィ イアン・ブライス                                                                    |
| 5 | トランスフォーマー/最後の騎士王         | 2017年6月21日 2017年8月4日   | マイケル・ベイ                   | アート・マーカム マット・ホロウェイ ケン・ノーラン             | アキヴァ・ゴールズマン アート・マーカム マット・ホロウェイ ケン・ノーラン | ロレンツォ・ディ・ボナヴェンチュラ トム・デサント ドン・マーフィ イアン・ブライス                                                                    |
| 6 | バンブルビー                            | 2018年12月21日 2019年3月22日 | トラヴィス・ナイト               | クリスティーナ・ホドソン                                       | クリスティーナ・ホドソン                                                  | ロレンツォ・ディ・ボナヴェンチュラ トム・デサント ドン・マーフィ マイケル・ベイ マーク・ヴァフラディアン                                             |
| 7 | トランスフォーマー/ビースト覚醒         | 2023年6月9日 2023年8月4日    | スティーヴン・ケイプル・ジュニア | ジョビー・ハロルド                                             | ジョビー・ハロルド                                                        | ロレンツォ・ディ・ボナヴェンチュラ マーク・ヴァフラディアン トラヴィス・ナイト トム・デサント ドン・マーフィ クリスティーナ・ホドソン マイケル・ベイ |

### トランスフォーマー（2007）
第1作目の映画化にあたって、プロデューサーのドン・マーフィーは「G.I.ジョー」の映画化を計画していたが、2003年3月にアメリカがイラク侵攻を開始したことから、ハズブロは代わりに「トランスフォーマー」シリーズの映画化を提案した。トム・デサントは「トランスフォーマー」シリーズのファンであったためマーフィーと参加した。彼らは、漫画家のサイモン・ファーマンと会い、「Generation 1」のアニメやコミックに影響を受けたと語った。彼らは、映画『マトリックス』のためにマーフィーが名前を変えた「クリエイション・マトリックス」を筋書きにした。デサントは、観客を惹きつけるために人間の視点で書くことを選び、マーフィーはパニック映画を思わせるようなリアルなトーンで書くことを望んだ。この作品には、オートボットのオプティマス・プライム、アイアンハイド、ジャズ、プロール、アーシー、ラチェット、ホイールジャック、バンブルビー、と、ディセプティコンのメガトロン、スタースクリーム、サウンドウェーブ、ラベッジ、レーザービーク、ランブル、スカイワープ、ショックウェーブが登場する。
コミックや玩具のファンであるスティーヴン・スピルバーグは、2004年にエグゼクティブ・プロデューサーとして契約した。ジョン・ロジャースが初稿を書き、4人のオートボットと4人のディセプティコンが戦い、宇宙船アークが登場する内容になっていた。2005年2月、アニメのファンであるロベルト・オーチーとアレックス・カーツマンが脚本を書き直すために採用された。スピルバーグは、「少年と彼の車」に焦点を当てるべきだと提案した。オーシとカーツマンは、「アメリカで車が象徴するもの」として、大人になることや責任をテーマにしていることに魅力を感じた。オルシとカーツマンの初稿では、サムとミカエラというキャラクターが唯一の視点として与えられていた。トランスフォーマーには台詞がない。これは、プロデューサーが、喋るロボットが滑稽に見えるのではないかと懸念したためである。脚本家たちは、たとえ滑稽に見えたとしても、ロボットが喋らないのはファンを裏切ることになると考えた。また、初稿ではグランド・キャニオンでの戦闘シーンがあった。スピルバーグは、オルシとカーツマンの草稿をそれぞれ読み、改善点を指摘した。脚本家たちは、製作中もずっと関わっており、サウンドミキシングの際にロボットの台詞を追加した（ただし、これらの台詞は最終的には残っておらず、最初の編集よりも15分短い上映時間となった）。ファーマンの『The Ultimate Guide』（DK社刊）は、制作期間中、脚本家の資料として残された。「Prime Directive」は偽のワーキングタイトルとして使われた。これは、ドリームウェーヴ社の最初の「トランスフォーマー」コミックブックの名前でもある。
マイケル・ベイは、2005年7月30日にスピルバーグから監督を依頼されたが、「くだらないおもちゃの映画」と却下した。しかし、マイケル・ベイはスピルバーグとの仕事を希望し、ハスブロ社を訪問してミソロジーへの新たな敬意を示した。ベイは、第1稿を「子供っぽすぎる」と考え、物語における軍の役割を増やした。兵士のキャラクターはG.I.ジョーからインスピレーションを得たが、ブランドが混ざらないように気をつけたという。オーチーとカーツマンは、この映画が軍の勧誘コマーシャルのように感じられることを懸念し、ディセプティコンの攻撃の背後にはイランのような国があると軍が考えていることにし、ディセプティコンを主に軍用車両にした。ベイは、レノックスが国防総省の電話番号にたどり着き、無愛想なオペレーターと格闘する様子を、別の映画の制作時に軍人から聞いた実話に基づいて描いている。
オーチーとカーツマンは、シリーズに登場する数多くのロボットの中から、最終的に映画制作者の間で最も人気のあるキャラクターを選び、最終的なキャストを決定した。ベイによると、ディセプティコンのほとんどは、ハスブロが玩具のデザインを始めなければならなかったため、名前や役柄が決まる前に選ばれたという。また、名前の一部がリークされたことに腹を立てたベイは、名前を変更した。オプティマス、メガトロン、バンブルビー、スタースクリームは、各バージョンの脚本に登場する唯一のキャラクターである。アーシーは、オーチーとカーツマンによって導入された女性トランスフォーマーであるが、ロボットの性別を説明するのが難しいという理由でカットされた。また、ベイは、小さすぎるオートバイの形を嫌った。また、ディセプティコンが世界の複数の場所を同時に攻撃するという初期のアイデアも中止され、後に続編で採用された。

### トランスフォーマー/リベンジ（2009）
2007年9月、パラマウントは『トランスフォーマー』の続編の公開日を2009年6月下旬と発表した。この作品の制作にあたっては、2007年から2008年にかけての全米脚本家組合のストライキ、さらには全米監督協会や全米映画俳優協会のストライキの可能性が大きな障害となっていた。ベイは、2007年の映画でボツになったキャラクターを使ったアクションシーンのアニマティクスを作成し始めた。これにより、2008年7月に全米監督協会がストライキを起こしても、アニメーターはシーケンスを完成させることができる。ベイは、『トランスフォーマー』とその続編の間に小さなプロジェクトを作ることも考えたが、「自分の赤ちゃんを持っているのだから、他の人に取られたくない」と考えていた。2007年の作品よりも5,000万ドル多い2億ドルの予算が与えられ、本作品でオプティマスが再登場するなど、オリジナルではボツになったアクションシーンの一部が続編に書き込まれた。ロレンツォ・ディ・ボナヴェンチュラによると、スタジオ側は2つの続編を同時に撮影することを提案していたが、それはシリーズの正しい方向性ではないとベイ監督と意見が一致したという。
脚本家のロベルト・オーチーとアレックス・カーツマンは、当初、多忙を理由に続編を見送っていた。2007年5月、スタジオは他の脚本家に声をかけ始めたが、彼らの作品に感銘を受けなかったため、オーシとカーツマンに戻ってくるよう説得した。また、アーレン・クルーガーは、トランスフォーマー・ミソロジーに精通していることでベイとハズブロの社長ブライアン・ゴールドナーを感心させ、さらにオーチーとカーツマンの友人であったことから、契約を結んだ。脚本家トリオの報酬は800万ドルだった。脚本は、2007年から2008年にかけての全米脚本家組合のストライキによって中断されたが、制作の遅れを避けるために、脚本家たちは2週間かけてトリートメントを書き、ストライキが始まる前夜に提出した。ベイは、そのアウトラインを60ページの脚本に拡大し、アクションを具体化し、ジョークを増やし、さらに新キャラクターの大半を選定した。3人の脚本家は、ベイに2つのホテルの部屋に "監禁 "されながら、4ヵ月かけて脚本を完成させた。クルーガーは自分の部屋で執筆し、3人は1日2回、互いの仕事ぶりをチェックしていた。
オーチーは、本作品のテーマを「故郷を離れること」と表現し、サイバトロンを復元できないオートボットは地球での生活を考え、サムは大学に通うことになる。オーチーは、ロボットと人間の間の焦点を「より均等に」「より高く」「SF的要素をより顕著に」したいと考えた。ロレンツォ・ディ・ボナヴェンチュラは、本作品に登場するロボットは全部で40体程度だと述べていたが、ILMのスコット・ファーラーは実際には60体だと述べた。さらにオーチーは、ユーモアをもっと「控えめ」にしたかったと述べ、トランスフォーマー・ミソロジーに対するよりシリアスなプロットのアプローチとのバランスをとることで、より「無茶苦茶」なジョークをこなしたと考えている。ベイも、ファンを喜ばせるためにダークなトーンにして、彼のトレードマークであるユーモアのセンスにもかかわらず、「お母さんたちは、子供を連れて映画館に戻ってきても大丈夫だと思ってくれるだろう」と同調した。
『トランスフォーマー』の公開前、プロデューサーのデサントはダイノボットを登場させる「とてもクールなアイデア」を持っており、ベイは空母に興味を持っていたが、2007年の映画では見送られた。オーチーは、ダイノボットの形態選択を正当化する方法が思いつかず、空母に収めることができなかったため、『リベンジ』にこれらのキャラクターを取り入れなかったと主張している。また、オーチーは、自分が恐竜好きではないため、ダイノボットにも否定的であったことを認めている。しかし、撮影中にファンの間で人気が出てきたため、彼らに好感を持つようになったという。また、「トランスフォーマーがトカゲの群れの前で変装する必要性を感じられなかった。映画的には、だが。一般の観客が完全にその気になれば、将来的にはダイノボットも出てくるかもしれない」と語った。しかし、マイケル・ベイはダイノボットが嫌いだと言い、映画に登場させることを検討したことはなかった。

### トランスフォーマー/ダークサイド・ムーン（2011）
3作目については、『リベンジ』公開前の先手を打って、マイケル・ルッキとパラマウントが2009年3月16日に、IMAX 3Dで2011年7月1日に3作目を公開することを発表し、ベイから驚きの声が上がった。
私は『トランスフォーマー』から1年休むと言いました。パラマウント社は『トランスフォーマー3』の日程を間違えたようで、電話で私に尋ねてきました。私は7月1日にイエスと答えましたが、2012年の場合は、おっと！2011年ではありません。そうだとしたら、9月に準備を始めなければならないということになる。それは無理だ。私の脳はロボットとの戦いから解放されたいのです。—マイケル・ベイ、
『トランスフォーマー』の前2作を手がけた脚本家のロベルト・オーチーとアレックス・カーツマンは、3作目への参加を辞退した。カーツマンは「このフランチャイズはとても素晴らしいので、常に新鮮であるべきです。私たちは、この作品に多くのことを与えてしまったように感じ、次にどこへ行くべきかについての洞察がなかったのです」と述べた。『リベンジ』の共同脚本家であるアーレン・クルーガーは、『ダークサイド・ムーン』の単独脚本家となった。クルーガーは、インダストリアル・ライト＆マジック（ILM）の視覚効果プロデューサーと頻繁にミーティングを行い、チェルノブイリでのシーンなどのプロットを提案した。
2009年10月1日、ベイは『ダークサイド・ムーン』がすでにプリプロダクションに入っていることを明らかにし、公開予定日を当初予定していた2012年ではなく、2011年7月1日に戻した。『アバター』の成功により3D技術への関心が高まったことから、パラマウント、ILM、ベイの間で、『トランスフォーマー』の次回作を3Dで撮影する可能性が検討され、ベイの作品に3D技術を導入するためのテストが行われた。ベイは当初、自分の「アグレッシブなスタイル」に合わないと感じていたため、このフォーマットにはあまり興味を持っていなかったが、『アバター』の監督であるジェームズ・キャメロンとの話し合いで納得し、同作品の技術スタッフを提供することになったという。キャメロンはベイに、3Dについて「おもちゃのようなものだと考えた方がいい。感情やキャラクターを表現し、体験を生み出すための楽しいツールのひとつだ」と語った。ベイは、3Dカメラを使った撮影には消極的だった。テストでは、自分の撮影スタイルには3Dカメラは面倒だと感じていたが、ポストプロダクションでも満足のいく結果が得られなかったため、この技術を導入したくはなかったのだ。キャメロンのチームが開発した3D融合カメラリグを使用するだけでなく、ベイとチームは9カ月かけて、ロケ地に持ち込めるポータブルな3Dカメラを開発した。公開当日、シャイア・ラブーフは『ダークサイド・ムーン』がトランスフォーマーの最後の作品になることを発表した。
ベイは、『トランスフォーマー3』を『リベンジ』のBlu-rayに収録された隠れた特典の中で、『リベンジ』よりも規模を大きくするのではなく、ミソロジーに深く入り込み、より多くのキャラクターを登場させ、よりダークでエモーショナルな作品にしたいという意図を語っている。『リベンジ』が批評家からほぼ全面的に酷評された後、ベイは脚本の全般的な欠陥を認め、多くの問題の原因を映画公開前の2007年から2008年にかけての米国脚本家組合のストライキの影響だとして、ベイは、前作のような「ダサいコメディ」にはしないと約束した。

### トランスフォーマー/ロストエイジ（2014）
2012年2月、プロデューサーのディ・ボナヴェントゥーラは、2014年の公開を目指して第4作を制作中であり、マイケル・ベイが監督とプロデュースを担当することを明言した。同日、パラマウント・ピクチャーズとマイケル・ベイは、第4作の公開日を2014年6月27日に決定したことを発表した。脚本はアーレン・クルーガーが担当し、音楽は前作に引き続きスティーブ・ジャブロンスキーが担当する。本作品は、『トランスフォーマー/ダークサイド・ムーン』の出来事から5年後の世界を描いている。シャイア・ラブーフは、これからの作品には出演せず、代わりにマーク・ウォールバーグが新キャラクターのケイド・イェーガーとして主役に起用された。2012年11月には、さらに2人の主役を探すためのキャスティングが始まった。ケイドの娘テッサ・イェーガー役には、イザベル・コーニッシュ、ニコラ・ペルツ、ガブリエラ・ワイルド、マーガレット・クアリーが、テッサのレースカードライバーの恋人シェーン・ダイソン役には、ルーク・グライムス、ランドン・リブロン、ブレントン・スウェイツ、ジャック・レイナー、ハンター・パリッシュが候補に挙がった。ベイは自身のウェブサイトで、レイナーがシェーンを演じること、そして4作目からはシリーズ全体の次の作品が始まることを発表した。この作品は『ダークサイド・ムーン』の続編として、これまでとは違った雰囲気のダークな作品になる予定だった。また、オプティマス・プライムの声を担当したピーター・カレンが再登場することになった。タイリース・ギブソンは、オリジナル3部作のロバート・エップス巡査部長の役を再演するよう交渉中だった。グレン・モーシャワーは、2作品の契約を結んでおり、自分がその役を再演することになっていると述べていた。しかし、その後、彼は次の映画まで戻らないことが発表された。予算は1億6,500万ドルで、撮影は2013年4月から11月にかけてロンドンで行われる予定でだったが、ベイが監督したもう1本の映画『ペイン&ゲイン 史上最低の一攫千金』の編集が終わってからとなった。
2013年1月8日、レイナーがウォールバーグと一緒に主役になることが発表された。2013年3月26日、ニコラ・ペルツが女性の主役に起用された。ベイは、本作品が3Dになることを確認した。ベイは『Collider』誌に、俳優のスタンリー・トゥッチがキャストに加わったことと、本作品が小型のデジタルIMAX 3Dカメラを使って撮影された初の長編映画になることを明かした。
黒と青の2013年型ブガッティ・ヴェイロン・グランド・スポーツ・ヴィテスの「ドリフト」と、緑の2014年型C7コルベット・スティングレイ・コンセプトの「クロスヘアーズ」という2体のオートボットの代替モードも明らかになりました。ウェスタン・スター・トラックスのトラックは、オプティマス・プライムの新しいオルタネイト・モードとなった。バンブルビーの新しいオルタネイト・モードは、1967年製のビンテージ・シボレー・カマロを改造したものであることが明らかになり、後に2014年製のシボレー・カマロ・コンセプトに変わる。また、緑色の軍用車両（後にハウンドと確定）と白色の緊急対応車両も公開された。
2013年6月より、デトロイト、シカゴ、オースティン、ロサンゼルス、香港で撮影を開始した。

### トランスフォーマー/最後の騎士王（2017）
2015年3月、Deadline Hollywoodは、パラマウント・ピクチャーズが、「トランスフォーマー」フランチャイズの将来の作品のための新しいアイデアを売り込むために、アキヴァ・ゴールズマンと交渉していると報じた。同スタジオは、ジェームズ・キャメロンと20世紀フォックスが『アバター』の続編3本を企画したことや、ディズニーが『スター・ウォーズ』を復活させたことと同じように、続編やスピンオフ作品を企画する予定となった。パラマウントは、マーベル/ディズニーのマーベル・シネマティック・ユニバース（パラマウントの過去の映画シリーズの1つだった）や、DCコミックス/ワーナー・ブラザースのDCエクステンデッド・ユニバースに似た、トランスフォーマーのための独自のシネマティック・ユニバースを持ちたいと考えた。ゴールドマンは将来のプロジェクトの責任者であり、フランチャイズ監督のマイケル・ベイ、製作総指揮のスティーヴン・スピルバーグ、プロデューサーのロレンツォ・ディ・ボナヴェンチュラと協力して、トランスフォーマーの続編や前作、スピンオフ作品の候補のアイデアを練る「ライターズルーム」を組織した。ライターズルームのメンバーは以下の通り、クリスティーナ・ホドソン、リンゼイ・ビア、アンドリュー・バラー、ガブリエル・フェラーリ（『アントマン』）、ロバート・カークマン（『ウォーキング・デッド』）、アート・マーカム&マット・ホロウェイ、ザック・ペン（『パシフィック:リム アップライジング』）、ジェフ・ピンクナー（『アメイジング・スパイダーマン2』）、ケン・ノーラン、ジェニーバ・ロバートソン＝ドウォレット。カークマンは、喉の手術を受けるため、わずか1日で退席した。2015年7月、「トランスフォーマー」第5作の脚本家としてアキバ・ゴールズマンとジェフ・ピンクナーが発表された。しかし、11月20日、ゴールドズマンがG.I.ジョーとマイクロノーツのプロパティのためのライターズルームを作ることにコミットしたため、パラマウントはアート・マーカムとマット・ホロウェイ（『アイアンマン』）、そしてケン・ノーラン（『ブラックホーク・ダウン』）との脚本交渉を開始した。また、リンゼイ・ビアとジェニーバ・ロバートソン＝ドウォレも脚本家として参加した。
『トランスフォーマー/ロストエイジ』の後、ベイは今後の『トランスフォーマー』の監督をしないことを決めていた。しかし、2016年1月初旬、ローリング・ストーン誌のインタビューで、第5作目の監督として復帰すること、そしてそれが彼にとって最後のトランスフォーマー映画になることを明言した。パラマウント・ピクチャーズは、2015年7月に州議会が映画館奨励プログラムを廃止する前に締結した契約に基づき、州の奨励金2,100万ドルを見返りに、ミシガン州での制作に8,000万ドルを費やした。2016年4月、パラマウントは撮影監督のジョナサン・セラを採用した。5月17日、ベイは自身のInstagramアカウントで、本作品の正式タイトルが「The Last Knight」であることを明らかにし、オプティマス・プライムの顔のアップで目の色が青ではなく紫になっており、顔がほとんど変色している制作動画も投稿した。Twitterの公式アカウントでは、「5月31日、あなたを迎えに行きます」と訳されたモールス信号による19秒間のショートビデオが公開された。5月31日、メガトロンが続編で復活することが明らかになった。

### バンブルビー（2018）
『バンブルビー』は、同名のトランスフォーマーのキャラクターを中心としたスピンオフ映画である。映画シリーズの前日譚を意図していたが、後にフランチャイズのリブートであると宣言した。本作品の大ヒットを受けて、ハズブロは「バンブルビー」と同様にフランチャイズを継続し、進化させていくつもりである。
監督はトラヴィス・ナイト、脚本はクリスティーナ・ホドソンで、出演者はヘイリー・スタインフェルド、ジョン・シナ、バンブルビーの声はディラン・オブライエン。本作品のデザインとスタイルには、既存のフランチャイズの要素に加えて、「トランスフォーマー」シリーズの玩具からの影響も含まれている。本作品のデザインとスタイルには、既存のシリーズの要素に加えて、『トランスフォーマー/ジェネレーション1』シリーズの玩具からの影響も見られる。
本作品の主な撮影は、2017年7月にカリフォルニア州のロサンゼルスとサンフランシスコで開始されました。2018年12月21日に公開され、おおむね好評を博しました。

### トランスフォーマー/ビースト覚醒（2023）
当初、「トランスフォーマー・シネマティック・ユニバース（Transformers Cinematic Universe）」の進行中の計画の中で発表され、公開予定日は2019年6月28日だったが、『最後の騎士王』の否定的な評価を受け、パラマウントの公開予定から外された。2018年3月までに、プロデューサーのロレンツォ・ディ・ボナヴェンチュラは、『Transformers 7』と呼ばれる別の映画がまだ活発に開発されていることを確認したが、この映画は前作の直接の続編ではない。

### 今後の展開

#### シェアード・ユニバース
2013年3月、『G.I.ジョー バック2リベンジ』の公開中に、プロデューサーのディ・ボナヴェンチュラは、スタジオが「G.I.ジョー」と「トランスフォーマー」のクロスオーバー作品を開発する計画を発表した。2013年7月26日、『G.I.ジョー バック2リベンジ』のジョン・M・チュウ監督は、トランスフォーマーとGIジョーのクロスオーバー作品の監督にも興味があると述べた。ディ・ボナヴェンチュラ監督は、クロスオーバー作品をすぐには計画していないと述べたものの、自分たちがやるつもりであることは認めている。
2015年3月、パラマウント社は、アカデミー賞受賞の脚本家アキヴァ・ゴールズマンを雇い、脚本家チームを監督・編成し、フランチャイズをシネマティック・ユニバースに拡大することを意図して、将来の映画のアイデアを投じることにした。このシネマティック・ユニバースのために、12の個別ストーリーが書かれ、提案された。ゴールドマンは、前作やスピンオフ作品に加えて、複数部作の続編ストーリーの開発を任された。ゴールドマン、マイケル・ベイ、プロデューサーのスティーヴン・スピルバーグ、ロレンツォ・ディ・ボナヴェンチュラなど、これらのストーリーを制作するための "ブレーントラスト "が任命された。雇われた脚本家チームは以下の通り、ロバート・カークマン、アート・マーカム、マット・ホロウェイ、ザック・ペン、ジェフ・ピンクナー、アンドリュー・バラー、ガブリエル・フェラーリ、クリスティーナ・ホドソン、リンゼイ・ビア、ケン・ノーラン、ジェニーヴァ・ロバートソン＝ドウォレット、スティーヴン・S・デナイト。ゴールドマンは、脚本家の部屋での共同作業について、ブレイントラストが許可したプロジェクトでさらに発展させることができるストーリーを描くための方法だと説明し、次のように述べた「ライターの一人が（特定のストーリーに）親近感を覚えれば、部屋全体で練り上げられた治療法を推進することができます」。2017年8月、ゴールドマンが共同執筆した『最後の騎士王』の評判が悪かったことから、同監督は正式にフランチャイズから離脱した。
2018年12月、ディ・ボナヴェンチュラは、シリーズのさらなる作品があることを明言する一方で、『バンブルビー』の成功により、フランチャイズがトーンやスタイルにいくつかの変化をもたらすことを認めた。

#### 製作中の映画
| 作品                     | 米国公開日    | 監督                     | 脚本                                                           | 原案                                        | プロデューサー                                                   |
| ------------------------ | ------------- | ------------------------ | -------------------------------------------------------------- | ------------------------------------------- | ---------------------------------------------------------------- |
| トランスフォーマー/ONE   | 2024年9月20日 | ジョシュ・クーリー       | アンドリュー・バラー ガブリエル・フェラーリ ジョシュ・クーリー | アンドリュー・バラー ガブリエル・フェラーリ | ロレンツォ・ディ・ボナヴェンチュラ マーク・ヴァーラディアン      |
| Transformers: Beast Wars | TBA           | TBA                      | ジェームズ・ヴァンダービルト                                   | ジェームズ・ヴァンダービルト                | ロレンツォ・ディ・ボナベンチュラ                                 |
| タイトル未定の作品       | TBA           | アンヘル・マヌエル・ソト | マルコ・ラミレス                                               |                                             | ロレンツォ・ディ・ボナベンチュラ ドン・マーフィー トム・デサント |

2020年5月、パラマウントはトランスフォーマープロジェクトの一つの公開日を2022年6月24日と予定していた。
- トランスフォーマー/ONE：2015年9月、バラーとフェラーリがサイバトロンの起源を探る映画の脚本に採用されたことが発表され、仮称は『Transformers One』とされた[91]。2020年4月には、ジョシュ・クーリーがアニメーションの前日譚映画の監督に就任した。バラーとフェラーリは、『Transformers One』の脚本の新しいドラフトを、クーリーと共同で執筆する。ロレンツォ・ディ・ボナヴェンチュラとマーク・ヴァーラディアンがプロデューサーを務める。物語の舞台はすべてサイバトロンで、オプティマス・プライムとメガトロンの関係を、これまでの実写映画で描かれてきたものとは「別個に」探求していく。このプロジェクトは、ハズブロ・エンターテインメント、eOne、パラマウント・アニメーション、パラマウント・ピクチャーズの共同出資により製作される[92]。
- タイトル未定の『バンブルビー』続編：2019年3月、プロデューサーのロレンツォ・ディ・ボナヴェンチュラは、『バンブルビー』の続編映画に向けた継続的な開発を発表した[93][94]。2020年1月には、ジョビー・ハロルドが脚本を担当し、『バンブルビー』の続編を開発中であることが正式に発表された。その後、同年11月には、スティーヴン・ケイプル・ジュニアがこのプロジェクトの監督として採用された[95]。2021年4月には、アンソニー・ラモスが本作品の主役の一人に起用された。本プロジェクトは、ハズブロ、eOne、パラマウント・ピクチャーズの共同出資により製作される[96]。
- トランスフォーマー：ビーストウォーズ：2020年1月、『Transformers: Beast Wars』を中心としたプロジェクトをジェームズ・ヴァンダービルトが脚本を担当し、正式に開発が進められていることが発表された[97]。
- タイトル未定のアンヘル・マヌエル・ソトの映画：2021年3月、マルコ・ラミレスが執筆した脚本をもとに、アンヘル・マヌエル・ソトが監督する別の映画が開発に入った。ロレンツォ・ディ・ボナヴェンチュラ、ドン・マーフィー、トム・デサントの3人が引き続きプロデュースを担当し、これまでに公開された作品とは別の場所で展開される。このプロジェクトは、eOneとパラマウント・ピクチャーズの共同制作となる[98]。

## 評価

### 興行成績
| 作品 | 公開日                       | 興行収入 | 興行収入     | 興行収入 | 歴代興行収入ランキング | 歴代興行収入ランキング | 製作費   |
| 作品 | 公開日                       | 北米     | その他の地域 | 全世界   | 北米                   | 全世界                 | 製作費   |
| --- | ---------------------------- | -------- | ------------ | -------- | ---------------------- | ---------------------- | -------- |
| トランスフォーマー                                                                                          | 2007年7月3日 2007年8月4日    | $319.2M  | $390.5M      | $709.7M  | #36 #114(A)            | #95                    | $150M    |
| トランスフォーマー/リベンジ                                                                                 | 2009年6月24日 2009年6月20日  | $402.1M  | $434.2M      | $836.3M  | #18 #81(A)             | #60                    | $200M    |
| トランスフォーマー/ダークサイド・ムーン                                                                     | 2011年6月29日 2011年7月29日  | $352.4M  | $771.4M      | $1.12bn  | #27 #129(A)            | #15                    | $195M    |
| トランスフォーマー/ロストエイジ                                                                             | 2014年6月27日 2014年8月8日   | $245.4M  | $858.6M      | $1.10bn  | #91                    | #18                    | $210M    |
| トランスフォーマー/最後の騎士王                                                                             | 2017年6月21日 2017年8月4日   | $130.2M  | $475.3M      | $605.4M  | #460                   | #146                   | $217M    |
| バンブルビー                                                                                                | 2018年12月21日 2019年3月22日 | $127.2M  | $340.7M      | $468.1M  | #483                   | #229                   | $135M    |
| 合計 | 合計                         | $1.58bn  | $3.26bn      | $4.84bn  |                        |                        | $1.107bn |
| リスト・インジケータ - (A)は、現在のチケット価格に基づいて調整された合計値を示す（Box Office Mojoが算出）。 |                              |          |              |          |                        |                        |          |

### 批評家や一般の人の反応
『バンブルビー』を除いて、オリジナルの映画シリーズに共通する要素は否定的な評価を受けている。例えば、繰り返される定型的なプロット、演技、会話、撮影、トランスフォーマーのリデザイン、同音異義語のユーモアやトイレのユーモア、女性キャラクターの客観視、トランスフォーマーが自分の映画の副次的なキャラクターに成り下がっていることなど、陳腐で物議を醸すようなキャラクター設定、目的のないストーリーアーク、キャラクター開発の欠如、一貫性のないトーン、支離滅裂なアクション、疑わしいマーケティング、稚拙な文章、人種的・文化的ステレオタイプ、マクガフィンの使い過ぎ、プロダクトプレイスメント、CGI、長い上映時間、過剰な後付け設定など。
『トランスフォーマー』第1作の評価は、賛否両論があったが、画期的な視覚効果、音楽、アクションシーン、ラベウフの演技、ピーター・カレンのオプティマス・プライム役復帰などが評価された。一方で、トランスフォーマーのデザイン変更や、特定のキャラクターの出番が少ないこと、プロダクト・プレースメントについては批判的な意見もあった。映画評論家のロジャー・エバートは、この映画に3つ星を与え、「本当によく吹っ飛ぶものがたくさん出てくるベタな面白さがあり、それがいかに馬鹿げているかを理解しているだけでなく、それを財産にする優しさがある」と書いている。
2作目の『リベンジ』は、ほとんどが否定的な評価だった。ロジャー・エバートはこの映画に星1つを与え、「耐え難い長さの恐ろしい体験だが、3、4回の面白い瞬間があるだけだ 」と評した。オートボットの双子、スキッズとマッドフラップのキャラクター設定は酷評された。ローリングストーン誌のピーター・トラヴァースは、「スクリーン史上最も攻撃的な2体のロボット...ジャー・ジャー・ビンクスに恥じない方法で黒人のステレオタイプを演じている」とし、本作品を「この10年で最悪の映画のタイトルを狙える」と結論づけている。また、「古い吟遊詩人ショーに出てくるようなもの」と評した人もいた。「漫画的な、いわゆる黒人の声が目立ち、ジョージ・ルーカスによってジャージャー・ビンクスが解き放たれた時と同じように、ハリウッドでも吟遊詩人が流行っていることを示している」とのこと。レビューでは、過剰な上映時間、不適切なユーモア、マクガフィンに焦点を当てたプロットの焼き直し、無意味な台詞、人間に焦点を当てた内容、見分けのつかないロボット同士の衝突などが批判されている。一方で、ピーター・カレンの声や、視覚効果、音楽、アクションなどのポジティブな面も指摘されている。
3作目の『ダークサイド・ムーン』の評価は賛否両論あったが、2作目よりも改善されていると評価された。映像、編集、音楽、そしてピーター・カレンとレナード・ニモイの声優への称賛がある一方で、演技やストーリーへの批判もあった。ガーディアン紙のピーター・ブラッドショーは、この映画に賛否両論の評価を与えている。「まるでベイが、厳しい批評に影響されて、美学的な方針を決定したかのようだ。なぜなら、この映画は他の作品ほど愚かではないからだ...しかし、正直に言うと、これらのタッチは非典型的なものだ。30分後には、他の2作品と同じように、頭を叩き、鼓膜を傷つけるようなアクション映画に変わってしまうのだ」。ブラッドショーは、クライマックスのシカゴの戦いでの印象的な効果と、9月11日のテロ事件がどのように影響したかについても言及している。ニューヨーク・タイムズ紙のA.O.スコットは、『ダークサイド・ムーン』をマイケル・ベイの最高傑作のひとつと評価しながらも、「この映画が、見る者を愚かにさせるような、息を呑むような見事なまでの馬鹿さ加減なのか、それとも、理性を失わせるような残酷なまでの見事さなのか、私には判断できない。何が違うのだろう？」と述べている。スコットはまた、宇宙開発競争を映画の出来事のきっかけとすることで、「皮肉な歴史修正主義」というシリーズのパターンを続けていると批判した。ヴィレッジ・ヴォイスのダン・コイスも、マイケル・ベイが 「アメリカの象徴的な悲劇を利用して最大のインパクトを与える ことを続けている」と批判している。彼は、シカゴが「グラウンド・ゼロ」と宣言されたことに触れて9.11との比較を強調し、「1986年のチャレンジャー号の事故を、海の上に咲くあの横長の火の玉に至るまで再現している」と指摘した。エンパイア・オンラインのクリス・ヒューイットは、『ダークサイド・ムーン』は『リベンジ』よりはましだが、それほど差はないとし、5つ星のうち2つの評価を下した。ヒューイットは、最後の45分と『アバター』以来の3Dの使い方を評価しているが、編集が雑なこと、セリフがいい加減なこと、最初の1時間が遅いこと、ロボット戦の暴力性が高いことなどが指摘し、また、チェルノブイリ原発事故を筋書きに使ったことを悪趣味だと批判している。また、ジョシュ・デュアメルとタイリース・ギブソンは必要のない脇役に成り下がり、シャイア・ラブーフのサム・ウィトウィッキーは憎めないキャラクターで、ジョン・マルコヴィッチ、アラン・テュディック、ケン・ジョンは「チープなコメディーリリーフ」として使われていると批判した。また、ロージー・ハンティントン＝ホワイトリーが演じるカーリーは、性の対象となること以外に目的のない未発達な女性主人公であると批判され、CNN・エンターテインメントのトム・チャリティーは、「ミーガン・フォックスがメリル・ストリープに見える」と評している。ロジャー・エバートはこの映画を5つ星のうち1つと評価し、ローリング・ストーンズのピーター・トラバースは「機転、驚き、想像力、そして真の存在理由を失った映画」と評した。『アトランティック』誌のクリストファー・オアは、『ダークサイド・ムーン』は長さ以外のほぼすべての面で前作よりも改善されていると述べ、特殊効果、3Dの使用、激しいアクションを賞賛しています。一方で、女性キャラクターの描写が時代に逆行していることや、クライマックスのシカゴでの9.11を暗示していること、不快なレベルの暴力表現を批判している。
『ロストエイジ』と『最後の騎士王』は、ほとんどが否定的な評価を受けており、シリーズの中で最も低い評価を受けている。『ロストエイジ』では、視覚効果、音楽、シリアスなトーン、アクションシーン、マーク・ウォールバーグ、スタンリー・トゥッチ、ケルシー・グラマー、ピーター・カレンの演技などが評価されている。批評家からは、過剰なプロダクト・プレースメント、3時間近い上映時間、稚拙な脚本と編集、「トランスフォーミウム」という元素の導入、人間が作った「トランスフォーマー」というアイデアなどが批判された。また、人種差別的なステレオタイプについても批判されており、ヴォルチャーのデヴィッド・エデルスタインは、女優の李冰冰を例に挙げ、「すべての中国人は武術に長けている」というステレオタイプを指摘している。インディアワインのサム・アダムスは、『ロストエイジ』を「「永久に勃起したままの高校2年生」が書いたような、新しくて恐ろしい種類の映画」と評した。ワイアード誌のアンジェラ・ワッターカッターは、『ロストエイジ』では、トランスフォーマーたちが「敵性戦闘員」や「エイリアンのテロリスト」として扱われ、ケルシー・グラマーが演じる外国人恐怖症の政府捜査官に追われていることから、対テロ戦争や9.11の余波を無神経に利用していると批判している。ワッターカッターは、映画の中で捕らえられたオートボットが水責めについて不用意なジョークを言っていたことにも言及している。ハウンド、ドリフト、クロスヘアなどのオートボットのデザインは批判を浴び、ドリフトは日本のステレオタイプ、イエローフェイスの一例と言われた。また、オプティマス・プライムのダークな描写も、キャラクターに忠実でない不快なものだと批判された。批評家はまた、ダイノボットを個性を失った頭の悪いロボットとして描き、マーケティングでは焦点となっていたにもかかわらず、映画の後半に登場するデウス・エクス・マキナに還元したことで、この映画を酷評した。批評家たちは、ニコラ・ペルツのキャラクターを、性的に扱われた未成年の少女であり、主体性のない乙女であり、主人公の男性たちが彼女をめぐって争うことが唯一の目的であると指摘した。また、彼女とジャック・レイナーの関係についても、マイケル・ベイが法定強姦をジョークとして扱い、ロミオとジュリエットの法則でそれを擁護しようとしていると非難され、反発を受けた。
『最後の騎士王』について、批評家たちは、混乱したプロット、混乱した物語、脚本、登場人物、一部のキャラクターのスクリーンタイム、過剰な長さ、全編を通しての絶え間ないフォーマット変更などを批判したが、肯定的な要素としては、ビジュアル、アクション、音楽、そしてマーク・ウォルバーグ、アンソニー・ホプキンス、ジョン・グッドマン、ピーター・カレンの演技に注目した。ヴァニティ・フェア誌のヨハナ・デスタは、本作を「終末論的なアイデンティティー・クライシスの到来」、「粗雑な縫い方をした手に負えないフランケンシュタインの怪物」と評した。デスタは、この映画の無意味で存在しないプロットにもかかわらず、視覚効果が印象的であると指摘している。アトランティック誌のクリストファー・オアは、トランスフォーマーとストーンヘンジや第二次世界大戦を結びつけようとしていると批判し、ガイ・リッチー監督の『キング・アーサー』よりもひどい、今年最悪のアーサー王伝説の再演だと評している。リファイナリィ29のレベッカ・ファーリーと『マリ・クレール』誌のダナ・シュワルツは、女性キャラクターが十分に開発されていないことに批判的だった。ファーリーは、『ストレンジャー・シングス』でミリー・ボビー・ブラウンが成功した後、土壇場で「トゥイーンの女の子の力強さ」を挿入しようとしたと制作側を非難し、モナーが映画の中で重要な役割を担っていないにもかかわらず、マーケティングによってモナーが重要な役割を担っているように見せていると指摘した。また、ファーリーは、ハドックのキャラクターが、独身であることを理由に女性の家族から嫌がらせを受けたり、「ストリッパーのドレスを着ている」ことを理由に男性の主人公から嫌がらせを受けたりする役柄であることから、本作の「教科書的な強い女性」の決まり文句とした。シュワルツは、ウォールバーグのキャラクターが、モナーのラテン系の血を引いていることから「リトルJ.Lo」と呼んだことや、ハドックが似た外見から「イギリスのミーガン・フォックス」と描かれたことを挙げている。また、エンパイア誌のイアン・フリーアは、本作を5つ星のうち2つ星と評価している。フリーアは、前作同様、「裏話に埋もれ、キャラクターへの思い入れがなく、ロボット同士のアクションを爽快にする方法が見つからない...。懐古的な好意、技術的な繊細さ、舞台裏での才能を持つシリーズが、これほどまでに喜びのない体験をもたらしているのは驚くべきことだ」と述べている。
2018年に公開されたスピンオフ映画『バンブルビー』は、Rotten Tomatoesのスコアが91%とおおむね好評で、シリーズ最高の評価を得た作品となった。批評家たちは、軽快なトーン、ストーリー、ビジュアル、演技、演出、1980年代のトランスフォーマーテレビシリーズへの忠実さを評価した。ニューヨーク・タイムズ紙のグレン・ケニーは、プロット、クリスティーナ・ホドソンの脚本、そしてヘイリー・スタインフェルドの演技を高く評価し、これまでのシリーズで唯一魅力的な人間のメインキャラクターである可能性があると述べている。エンパイア誌のジェームズ・ダイアーは、本作品を5つ星のうち4つ星とし、トラヴィス・ナイトの監督、脚本、スタインフィールドとジョン・シナの演技、80年代のノスタルジーなどを評価し、スティーヴン・スピルバーグのアンブリン作品へのラブレターのような作品だと称賛した。『ハリウッド・リポーター』誌のレビューでは、ジャスティン・ロウが、「シャープな視覚的ディテール、リアルな色の濃淡、ロボットとビークルの形態間のシームレスな移行」など、改善されたデジタルエフェクトを評価している。またロウは、PG-13指定にもかかわらずPGトーンを重視していること、キャラクター重視のストーリーであること、前作に比べてユーモアが向上していることなどを評価している。ローリング・ストーン誌のデビッド・フィアーは、本作が『E.T.』や『アイアン・ジャイアント』、ジョン・ヒューズ作品の要素を借りていることを指摘し、「アメリカのステロイド映画のようなベイ映画の雰囲気は、M.I.A.に取って代わられ、水を得た悪ふざけ...そして繊細で、決して悲しくはないY.A.のドラマという、それほど大げさではない組み合わせになっている」とコメントしている。
| 映画                                    | Rotten Tomatoes         | Metacritic           | CinemaScore |
| --------------------------------------- | ----------------------- | -------------------- | ----------- |
| トランスフォーマー                      | 58％（227件のレビュー） | 61（35レビュー）     | A           |
| トランスフォーマー/リベンジ             | 20％（250件のレビュー） | 35（32件のレビュー） | B+          |
| トランスフォーマー/ダークサイド・ムーン | 35％（261件のレビュー） | 42（37件のレビュー） | A           |
| トランスフォーマー/ロストエイジ         | 18％（208件のレビュー） | 32（38レビュー）     | A−          |
| トランスフォーマー/最後の騎士王         | 15％（252件のレビュー） | 27（47件のレビュー） | B+          |
| バンブルビー                            | 90％（248件のレビュー） | 66（39件のレビュー） | A−          |

### 受賞
このフランチャイズは、そのサウンドデザインがよく評価され、賞を受賞している。マイケル・ベイは、スタッフを称賛し、サウンドの重要性を強調し、「このサウンドグループの芸術性は、とにかく素晴らしい。私はサウンドが大好き、大好き。映画の45～50%を占めています」と語った。

#### アカデミー賞
| アカデミー賞 | 作品                        | 作品              | 作品                          | 作品                  | 作品                  | 作品                  |
| アカデミー賞 | トランスフォーマー （2007） | リベンジ （2009） | ダークサイド・ムーン （2011） | ロストエイジ （2014） | 最後の騎士王 （2017） | バンブルビー （2018） |
| ------------ | --------------------------- | ----------------- | ----------------------------- | --------------------- | --------------------- | --------------------- |
| 音響編集賞   | ノミネート                  |                   | ノミネート                    |                       |                       |                       |
| 録音賞       | ノミネート                  | ノミネート        | ノミネート                    |                       |                       |                       |
| 視覚効果賞   | ノミネート                  |                   | ノミネート                    |                       |                       |                       |

## その他のメディア
映画に加えて、映画シリーズには、映画の出来事の前と後の両方を舞台にしたプロモーション用の拡張シリーズがある。これには、コミック本、ビデオゲーム、小説などが含まれる。小説は部分的に映画に基づいており、ビデオゲームは映画と同じ連続性がないが、コミックブックやグラフィックノベルは同じ連続性があり、映画のストーリーのいくつかの部分を補っている。